# Snowboard ai XXIII Giochi olimpici invernali - Slalom gigante parallelo maschile
La gara di slalom gigante parallelo maschile dei XXIII Giochi olimpici invernali di Pyeongchang, in Corea del Sud, si è svolta il 24 febbraio presso il Bokwang Phoenix Park sito a Bongpyeong. In mattinata, alle ore 9:27 (UTC+9), ha avuto inizio la fase di qualificazione, mentre a partire dalla ore 13:45 è iniziata la fase a eliminazione diretta.
Il titolo olimpico è andato allo svizzero Nevin Galmarini, già medaglia d'argento a Soči 2014. Il sudcoreano Lee Sang-ho si è piazzato al secondo posto mentre lo sloveno Žan Košir, già vincitore di un argento e di un bronzo a Soči 2014, ha completato il podio al terzo posto.

## Risultati

### Qualificazione
| Pos. | Atleta              | Nazione                      | Pista blu | Pista rossa | Totale  | Note |
| ---- | ------------------- | ---------------------------- | --------- | ----------- | ------- | ---- |
| 1    | Nevin Galmarini     | Svizzera                     | 41"73     | 43"05       | 1'24"78 | Q    |
| 2    | Žan Košir           | Slovenia                     | 42"03     | 42"94       | 1'24"97 | Q    |
| 3    | Lee Sang-ho         | Corea del Sud                | 42"16     | 42"90       | 1'25"06 | Q    |
| 4    | Sylvain Dufour      | Francia                      | 41"92     | 43"35       | 1'25"27 | Q    |
| 5    | Alexander Payer     | Austria                      | 42"43     | 42"87       | 1'25"30 | Q    |
| 6    | Benjamin Karl       | Austria                      | 43"21     | 42"12       | 1'25"33 | Q    |
| 7    | Stefan Baumeister   | Germania                     | 42"07     | 43"30       | 1'25"37 | Q    |
| 8    | Roland Fischnaller  | Italia                       | 43"94     | 41"50       | 1'25"44 | Q    |
| 9    | Vic Wild            | Atleti Olimpici dalla Russia | 43"50     | 42"01       | 1'25"51 | Q    |
| 10   | Sebastian Kislinger | Austria                      | 43"47     | 42"12       | 1'25"59 | Q    |
| 11   | Andreas Prommegger  | Austria                      | 42"20     | 43"47       | 1'25"67 | Q    |
| 12   | Edwin Coratti       | Italia                       | 42"37     | 43"33       | 1'25"70 | Q    |
| 13   | Oskar Kwiatkowski   | Polonia                      | 42"84     | 42"88       | 1'25"72 | Q    |
| 14   | Dmitry Sarsembaev   | Atleti Olimpici dalla Russia | 43"02     | 42"72       | 1'25"74 | Q    |
| 15   | Kim Sang-kyum       | Corea del Sud                | 42"84     | 43"04       | 1'25"88 | Q    |
| 16   | Tim Mastnak         | Slovenia                     | 43"15     | 42"82       | 1'25"97 | Q    |
| 17   | Rok Marguč          | Slovenia                     | 43"78     | 42"20       | 1'25"98 |      |
| 18   | Andrej Sobolev      | Atleti Olimpici dalla Russia | 42"35     | 43"64       | 1'25"99 |      |
| 19   | Radoslav Yankov     | Bulgaria                     | 43"48     | 42"56       | 1'26"04 |      |
| 20   | Aaron Muss          | Stati Uniti                  | 44"12     | 41"98       | 1'26"10 |      |
| 21   | Kaspar Flütsch      | Svizzera                     | 43"10     | 43"16       | 1'26"26 |      |
| 22   | Dario Caviezel      | Svizzera                     | 43"69     | 42"70       | 1'26"39 |      |
| 23   | Aaron March         | Italia                       | 45"19     | 41"39       | 1'26"58 |      |
| 24   | Jasey-Jay Anderson  | Canada                       | 42"99     | 43"77       | 1'26"76 |      |
| 25   | Patrick Bussler     | Germania                     | 42"99     | 43"78       | 1'26"77 |      |
| 26   | Choi Bo-gun         | Corea del Sud                | 43"52     | 43"26       | 1'26"78 |      |
| 27   | Masaki Shiba        | Giappone                     | 44"00     | 42"91       | 1'26"91 |      |
| 28   | Darren Gardner      | Canada                       | 43"97     | 42"97       | 1'26"94 |      |
| 29   | Mirko Felicetti     | Italia                       | 45"29     | 42"27       | 1'27"56 |      |
| 30   | Michael Trapp       | Stati Uniti                  | 44"05     | 44"09       | 1'28"14 |      |
| 31   | Alexander Bergmann  | Germania                     | 46"11     | 43"14       | 1'29"25 |      |
| 32   | Dmitry Loginov      | Atleti Olimpici dalla Russia | 48"68     | 42"32       | 1'31"00 |      |

### Fase ad eliminazione diretta
| Ottavi di finale | Ottavi di finale    | Ottavi di finale |  |  | Quarti di finale | Quarti di finale   | Quarti di finale |  |  | Semifinali | Semifinali      | Semifinali |  |             | Finale      | Finale          | Finale |
|                  |                     |                  |  |  |                  |                    |                  |  |  |            |                 |            |  |             |             |                 |        |
| 4                | Sylvain Dufour      |                  |  |  |                  |                    |                  |  |  |            |                 |            |  |             |             |                 |        |
| 13               | Oskar Kwiatkowski   | +0"10            |  |  | 4                | Sylvain Dufour     |                  |  |  |            |                 |            |  |             |             |                 |        |
| 5                | Alexander Payer     | +0"33            |  |  | 12               | Edwin Coratti      | +0"19            |  |  |            |                 |            |  |             |             |                 |        |
| 12               | Edwin Coratti       |                  |  |  |                  |                    |                  |  |  | 4          | Sylvain Dufour  | DNF        |  |             |             |                 |        |
| 8                | Roland Fischnaller  |                  |  |  |                  |                    |                  |  |  | 1          | Nevin Galmarini |            |  |             |             |                 |        |
| 9                | Vic Wild            | +0"93            |  |  | 8                | Roland Fischnaller | +0"06            |  |  |            |                 |            |  |             |             |                 |        |
| 1                | Nevin Galmarini     |                  |  |  | 1                | Nevin Galmarini    |                  |  |  |            |                 |            |  |             |             |                 |        |
| 16               | Tim Mastnak         | +0"38            |  |  |                  |                    |                  |  |  |            |                 |            |  |             | 1           | Nevin Galmarini |        |
| 2                | Žan Košir           |                  |  |  |                  |                    |                  |  |  |            |                 |            |  |             | 3           | Lee Sang-ho     | +0"43  |
| 15               | Kim Sang-kyum       | +1"14            |  |  | 2                | Žan Košir          |                  |  |  |            |                 |            |  |             |             |                 |        |
| 7                | Stefan Baumeister   |                  |  |  | 7                | Stefan Baumeister  | +3"07            |  |  |            |                 |            |  |             |             |                 |        |
| 10               | Sebastian Kislinger | +0"22            |  |  |                  |                    |                  |  |  | 2          | Žan Košir       | +0"01      |  |             |             |                 |        |
| 6                | Benjamin Karl       |                  |  |  |                  |                    |                  |  |  | 3          | Lee Sang-ho     |            |  |             |             |                 |        |
| 11               | Andreas Prommegger  | +0"29            |  |  | 6                | Benjamin Karl      | +0"94            |  |  |            |                 |            |  | Terzo posto | Terzo posto | Terzo posto     |        |
| 3                | Lee Sang-ho         |                  |  |  | 3                | Lee Sang-ho        |                  |  |  |            |                 |            |  |             | 4           | Sylvain Dufour  | +1"49  |
| 14               | Dmitry Sarsembaev   | +0"54            |  |  |                  |                    |                  |  |  |            |                 |            |  |             | 2           | Žan Košir       |        |